# Zohra Othman
Zohra Othman (Arabisch: زهرة عثمان, geromaniseerd: Zuhra ʿUthmān; Tanger, 21 oktober 1968) is een Belgische advocate en politica van Marokkaanse origine.

## Levensloop
Zohra Othman is advocate van opleiding. In 2003 was ze de kopvrouw van de PVDA die met een gezamenlijke kieslijst met de AEL van Dyab Abou Jahjah en enkele onafhankelijken (waaronder Koen Calliauw) onder de naam Resist opkwam. Ze behaalde 748 voorkeurstemmen vanop de tweede plaats van de kieslijst, maar werd niet verkozen.
Bij de lokale verkiezingen van 2012 haalde Zohra Othman een opmerkelijk resultaat in het Antwerpse district Borgerhout. De lijst PVDA+ groeide daar onder haar lijsttrekkerschap van 2,4% naar 17,1% van de stemmen en kwam zo binnen in de districtsraad met 4 zetels. Zohra Othman werd met 2.194 voorkeurstemmen verkozen en was daarmee de populairste politica in het district. Daarnaast werd ze eveneens in de Antwerpse provincieraad verkozen in het provinciedistrict Antwerpen met 5.469 voorkeurstemmen. Ze besloot echter niet te zetelen en werd opgevolgd door Nicole Naert.
Ze sloot namens de PVDA een bestuursakkoord met het kartel sp.a-Groen en het districtraadslid Luc Moerkerke, verkozen op de CD&V lijst, maar die onmiddellijk na de verkiezingen als onafhankelijke zetelde. Op 1 januari 2013 werd de nieuwe districtsraad geïnstalleerd waarin ze de PVDA vertegenwoordigt als districtsschepen. Ze was daarmee de eerste schepen ooit voor PVDA.
Op 14 augustus 2018 maakte ze bekend dat ze niet zou opkomen bij de lokale verkiezingen van 2018. Haar beslissing om met actieve politiek te stoppen, is een gevolg van een intern conflict met de PVDA. De nationale partijleiding nam het leiderschap van het advocatenbureau Progress Lawyers Network, waarvan ze deel uitmaakte, over.  De advocaten die zich hierin konden vinden vestigenden zich op een ander adres. Zij richtte samen met Raf Jespers en Jan De Lien,  JustLawyersGroup op in 2019, waar ze zaakvoerder en vennoot is. 
Ze bleef haar mandaat als schepen uitoefenen tot 31 december 2018. 
In november 2023 sloot ze zich aan bij de partij Groen. Bij de lokale verkiezingen van 2024 staat ze op de tweede plaats op de lijst van de stad Antwerpen.